# George Adamski
Pour les articles homonymes, voir Adamski.
 (novembre 2012).
Si vous disposez d'ouvrages ou d'articles de référence ou si vous connaissez des sites web de qualité traitant du thème abordé ici, merci de compléter l'article en donnant les références utiles à sa vérifiabilité et en les liant à la section « Notes et références ».
George Adamski, né à Bromberg (royaume de Prusse) le 17 avril 1891 et mort le 23 avril 1965 à Silver Spring dans le Maryland aux États-Unis, est un cas célèbre de personne affirmant avoir été contactée par des extraterrestres.
Il prétendit avoir rencontré, en novembre 1952, un Vénusien, du nom d'Orthon, près de Desert Center en Californie. Cette rencontre et celles qui suivirent lui inspirèrent des livres qui furent des succès de librairie en Occident : Flying Saucers Have Landed (co-écrit avec Desmond Leslie) en 1953 (Les soucoupes volantes ont atterri, 1954), Inside the Space Ships en 1955 (À l'intérieur des vaisseaux de l'espace, 1979) et Flying Saucers Farewell en 1961 (L'Adieu aux soucoupes, 1985).

## Biographie
En 1895, le père du jeune Wojcieh Adamski quitte la Pologne pour les États-Unis. L'année suivante, le reste de la famille s'embarque à son tour pour New York, où le père s'est installé dans le quartier polonais de Dunkirk[réf. nécessaire].
En 1910, le jeune garçon travaille comme charbonnier avec son père[réf. nécessaire].
Il combat dans l'armée lors de la guerre de la frontière américano-mexicaine en 1916.
En 1940, avec son épouse et quelques disciples, Adamski s'installe dans un ranch non loin du mont Palomar. Ils consacrent leur temps à pratiquer l'agriculture et à étudier la religion et la philosophie.
Grâce aux fonds apportés par Alice K. Wells, une de ses disciples, Adamski achète 160 hectares de terre au pied du mont Palomar, en bordure de la route californienne S6, et y bâtissent une résidence, un terrain de camping du nom de Palomar Gardens (« Jardins de Palomar ») et un petit restaurant du nom de Palomar Gardens Cafe (« Café des jardins de Palomar »).

### Astronomie
En 1944, ils partent sur les pentes méridionales du Mont Palomar (Californie) où est installé le plus grand télescope du monde. Devenu astronome amateur il étudie le ciel à l'aide d'un « réflecteur de 6 pouces ».
En 1946 sa mère meurt et Adamski développe une passion pour la vie extraterrestre et les soucoupes volantes : le 8 octobre 1946, alors qu'il observe une pluie de météores avec son télescope, il observe un objet en forme de cigare. Il publie un traité de 10 pages sur la possibilité de vie sur d'autres planètes. En 1948 il montre sa première photo d'ovni.
Autodidacte et enseignant les lois universelles lors de conférences, il affirme avoir pris ses photographies de soucoupes volantes à l'aide de son télescope. 

### Les Vénusiens
À partir de 1952, il prétend avoir été contacté par l'occupant d'un vaisseau extraterrestre.
Adamski affirmera avoir rencontré plusieurs fois cet « homme », Orthon le Vénusien, qui l'emmènera faire un tour à bord de son véhicule et lui remettra des messages de paix, se disant préoccupé par les essais nucléaires des États-Unis.
Dans les années 1950, on sait de Vénus peu de choses car la planète est constamment enveloppée de nuages. On imagine une atmosphère très humide, des forêts peuplées de grands reptiles et la possibilité d'une vie humaine. Cette vision sera abandonnée après le survol de Vénus par la sonde Mariner 2 en 1962, les premiers atterrissages sur le sol vénusien dans les années 1970 et la mesure d'une température de quelque 450 °C.[source insuffisante]
En 1955, les propos d'Adamski sont repris par Charlotte Blodget dans Inside the space ships, livre où sont mentionnées les « lucioles de l'espace » (particules scintillantes autour des cabines spatiales) et ce qui serait les ceintures de Van Allen.

### Plagiat
Dès 1959, Adamski est plagié par un certain Howard Menger (en) qui affirme, dans From Outer Space To You, un livre traduit ultérieurement de l'anglais américain en français sous le titre Mes amis les hommes de l'espace, avoir été lui aussi sur Vénus et même avoir épousé une Vénusienne.
Le 31 mai 1963, Adamski prétendra avoir rencontré le pape Jean XXIII dans sa chambre, au Vatican, et l'avoir trouvé en bonne forme, alors qu'en fait ce dernier agonisait d'un cancer au dernier stade. Le pape mourut d'ailleurs trois jours plus tard, le 3 juin.

### Mort
Adamski meurt, le 23 avril 1965, d'une crise cardiaque à Silver Spring dans le Maryland aux États-Unis, chez des amis. Il est enterré, en sa qualité d'ancien combattant au cimetière des Héros à Arlington en Virginie (États-Unis) avec les honneurs militaires.
Une fondation George Adamski a été créée en 1965 à Vista en Californie par sa fille.

## Réalité ou supercherie?
George Adamski, de ses premières interventions jusqu'à aujourd'hui, n'a cessé de diviser les clans ufologues.
Il a prétendu avoir passé dix ans dans un monastère au Tibet alors qu'il ne connaissait pas un seul mot de la langue du pays. En 1934, il fonde même à Laguna Beach en Californie un "Ordre Royal du Tibet".
Pour certains, il ne fait aucun doute qu'il était véritablement en contact avec les extraterrestres. Ils citent par exemple ses rencontres avec des personnages importants comme le président Kennedy, la reine des Pays-Bas Juliana ou le pape Jean XXIII qui lui aurait remis une haute distinction honorifique vaticane. Les pro-Adamski déclarent aussi que certaines des conversations qu'il aurait eues avec son émissaire extraterrestre décrivent des phénomènes que la science n'avait pas démontrés à l'époque, comme les ceintures de Van Allen ou les images holographiques.
D'un autre côté, les anti-Adamski décrivent ce dernier comme un mystificateur habile. En fait, il n'a jamais décrit les ceintures de Van Allen ; dans son livre Inside The Space Ships, il a simplement parlé d'une zone de pollution radioactive artificielle, consécutive à nos essais nucléaires, qui aurait entouré la Terre. Sa rencontre avec le pape ne serait qu'une supercherie, ce dernier étant agonisant sur son lit de mort au moment de la prétendue rencontre. La médaille honorifique qu'il aurait reçue ne serait en fait qu'une médaille vendue dans le commerce. Adamski a sous-entendu qu'il avait rencontré Kennedy, mais il n'a jamais osé clairement l'affirmer. 
Ses photographies d'ovnis sont des trucages avérés réalisés à l'aide d'une maquette dont la partie principale était une lampe à pression.
Si pour certains Adamski est « le premier homme de l’espace », le major Donald Keyhoe le qualifiera d'« opérateur de stand de hamburger », relayant la pensée générale de la plupart des scientifiques ufologues, pour qui Adamski aura fait grand tort à leurs études, ses mystifications participant grandement à discréditer leur discipline.

## Ouvrages
- (en) Masters of Wisdom of the Far East (1936) (« compiled by Professor G. Adamski, Laguna Beach, CA ») (ouvrage à compte d'auteur)
- (en) The Kingdom of Heaven on Earth (1937)
- (en) The possibility of Life On Other Planets (1946)
- (en) Pioneers of Space: A Trip to the Moon, Mars, and Venus (Leonard-Freefield, Los Angeles, 1949)
- (en) Flying saucers have landed (1953), coécrit avec Desmond Leslie et paru en France sous le titre Les soucoupes volantes ont atterri aux éditions La Colombe en 1954 puis chez J'ai lu (collection L'Aventure mystérieuse N° A260) en 1971 (nombreuses rééditions)
- (en) Inside the space ships par Charlotte Blodget (Abelard-Schuman, New York, 1955), d'après les propos d'Adamski, et traduit de l'américain par Marc Hallet et publié en 1979 sous le titre À l'intérieur des vaisseaux de l'espace
- (en) Cosmic philosophy (1961)
- (en) Behind the Flying Saucer Mystery (Flying Saucer Farewell) (1961), traduit en français et publié en 1985 sous le titre L'Adieu aux soucoupes
- (en) Telepathy - The cosmic or universal language